# توماس هوبوتشان
توماس هوبوتشان (بالسلوفاكية: Tomáš Hubočan)‏ (و. 1985  م) هو لاعب كرة القدم، من سلوفاكيا، ولد في جيلينا، يلعب كمُدَافِع. شارك في بطولة أمم أوروبا 2016.

## وصلات خارجية
- Profile at the official FC Zenit St. Petersburg website (بالروسية)
- Profile at the official Russian Premier League website (بالروسية)
- MŠK Žilina players
- توماس هوبوتشان على موقع الاتحاد الدولي (مؤرشف)  (الإنجليزية)
- توماس هوبوتشان على موقع الاتحاد الأوربي (الإنجليزية)
- توماس هوبوتشان على موقع اتحاد تركيا (لاعب) (الإنجليزية)
- توماس هوبوتشان على موقع قاعدة بيانات كرة القدم.إي يو (الإنجليزية)
- توماس هوبوتشان على موقع ليكيب (الفرنسية)
- توماس هوبوتشان على موقع ناشيونال فوتبول تيمز (الإنجليزية)
- توماس هوبوتشان على موقع Soccerway.com (الإنجليزية)
- توماس هوبوتشان على موقع عالم كرة القدم.نت (الإنجليزية)
- توماس هوبوتشان على موقع AS.com (الإسبانية)